# Lapidaria (trylobit)
Lapidaria – rodzaj stawonogów z wymarłej gromady trylobitów, z rzędu Asaphida.
Żył w okresie wczesnego ordowiku.